# إزادور تارلوف
إيزادور ماكس تارلوف (بالإنجليزية: Isadore Max Tarlov )‏ من مواليد 16 مايو1905 وهو جرّاح أعصاب أمريكي وأكاديمي وباحث. كان أوّل طبيب يقدم وصفا منهجيا للخراجات العصبية في منطقة العمود الفقري، والتي تعرف الآن باسم خراجات تارلوف.

## حياته العلميه
ولد تارلوف في نوروالك، كونيتيكت، وكان والديه من اليهود المهاجرين. تخرج من جامعة كلارك وحصل على شهادة الطب من جامعة جونز هوبكينز في عام 1930.
خلال الحرب العالمية الثانية، بحث تارلوف عن استخدام عامل تخثر بلازما الدم كمادة لاصقة لإصلاح الخلايا العصبية.
درس تارلوف الخراجات على الجثث في عام 1938، ونشر النتائج التي توصل إليها في أرشيف طب الأعصاب والطب النفسي. كان يعتقد في البداية أنّ الخراجات تحدث نتيجة الرتج السحائي وإطالة للعنكبوتية الطويلة. ولكن بعد 10 سنوات اكتشف أهميتها، وأن هذه الخراجات يمكن أن تظهر كعرض في المرضى. ومن العوامل الهامة الأخرى التي وجدها تارلوف بأن جدران الخراجات كانت تحتوي على ألياف عصبية، على النقيض من الرتج السحائي الذي لا يوجد لديه دليل على العناصر العصبية.
في عام 1951، انضمّ تارلوف كلية نيويورك الطبية كأستاذ في علم الأعصاب وجراحة الأعصاب، ومدير قسم الأعصاب. وفي العام التالي حصل على منحة من دائرة الصحة العامة بالولايات المتحدة لدراسة ضغط الحبل الشوكي. ونشر كتابا عن النتائج التي توصل إليها في عام 1957.

## حياته الشخصية
تزوج فريدريكا، كان لديهم ابن يسمى إدوارد، وهو أيضا طبيب أعصاب. وابنتان، آن وسوزان. توفي تارلوف في عام 1977عن عمر يناهز 72 عاما.

## كتبه
- تارلوف (1957). ضغط الحبل الشوكي. آلية الشلل والعلاج. سبرينغفيلد بولاية إلينوي: توماس.
- تارلوف (1953). الخراجات العصبية في الجذر العصبي. سبب آخر لمتلازمة ذنب الفرس. سبرينغفيلد بولاية إلينوي: توماس.
- تارلوف (1950). خياطة جلطات البلازما في الأعصاب الطرفية وجذور الأعصاب. سبرينغفيلد بولاية إلينوي: توماس.